# VMware Carbon Black
 (février 2023).
VMware Carbon Black (anciennement Bit9, Bit9 + Carbon Black et Carbon Black) est une société de cybersécurité américaine basée à Waltham, dans le Massachusetts. La société développe un logiciel de sécurité des terminaux cloud natif conçu pour détecter les comportements malveillants et empêcher les fichiers malveillants d'attaquer une organisation La société exploite la technologie connue sous le nom de Predictive Security Cloud (PSC), une plate-forme cloud de mégadonnées et d'analyse qui analyse les données non filtrées des clients à la recherche de menaces.
La société compte environ 100 partenaires Elle compte plus de 5 600 clients, dont environ un tiers du Fortune 100.

## Histoire
Carbon Black a été fondée sous le nom de Bit9 en 2002 par Todd Brennan, Allen Hillery et John Hanratty,. Le premier PDG de la société était George Kassabgi. L'actuel PDG, Patrick Morley, était auparavant le directeur de l'exploitation de Corel. Il reprend le poste en 2007.
En 2013, le réseau de l'entreprise a été piraté par des acteurs malveillants qui ont copié une clé de signature privée pour un certificat et l'ont utilisée pour signer des logiciels malveillants. En février 2014, Bit9 acquiert la start-up de sécurité Carbon Black,. Au moment de l'acquisition, la société a également levé 38,25 millions de dollars en financement de série E, portant le capital-risque total de Bit9 levé à environ 120 millions de dollars. La société acquiert Objective Logistics en juin 2015. En août 2015, la société annonce avoir acquis la société d'analyse de données Visitrend et qu'elle ouvrirait un centre de développement technologique au centre-ville de Boston. Un mois plus tard, la société annonce qu'elle s'associerait à SecureWorks, Ernst & Young, Kroll, Trustwave et Rapid7 pour fournir des services gérés de sécurité et de réponse aux incidents.
La société change son nom pour Carbon Black le 1er février 2016, après avoir été connue sous le nom de Bit9 + Carbon Black pendant environ deux ans. En juillet 2016, Carbon Black annonce avoir acquis le fournisseur de logiciels antivirus de nouvelle génération Confer pour un montant non divulgué. Avant l'accord, Confer avait levé 25 millions de dollars en capital-risque et comptait plus de 50 employés. Selon le Wall Street Journal, la transaction était évaluée à 100 millions de dollars. Le 4 mai 2018, la société a rejoint les marchés publics, listée sous le nom de CBLK à la bourse Nasdaq. Dans le cadre de son introduction en bourse (IPO), Carbon Black lève environ 152 millions de dollars pour une valorisation de1,25 milliard de dollars. Avant son introduction en bourse, la société avait levé 190 millions de dollars auprès d'investisseurs tels que Kleiner Perkins, Highland Capital, Sequoia, Complice et Blackstone.